# 长岭子站
长岭子站是位于辽宁省大连市旅顺口区长城街道的一个铁路车站，邮政编码116041。车站建于1930年，有旅顺支线、长旅铁路经过该站，无客运业务，已取消售票业务。距离周水子站31公里，离旅顺站21公里。隶属中国铁路沈阳局集团管辖，为三等站。
1. ↑  铁道部电子计算技术中心, 铁道部运输局. . 北京: 中国铁道出版社. 1998: 131. ISBN 9787113030995.